# Нахал Хемар
Нахал Хемар је археолошки пећински локалитет у Израелу на стени у близини Мртвог мора. Пећину су открили Офер Бар Јосеф и Давид Алон 1983.
Локалитет се сматра једним од најзначајних из прекерамичког неолита у Леванту. Неки од налаза су дрвени артефакти и фрагменти корпа који се скоро никада не налазе. Сува клима у пећини је сачувала ове органске налазе да се не распадну као када се налазе у земљи. Предмети пронађени у пећини су: ужад, корпе за отпатке, везене тканине, решетке, дрвене главе стрела, коштане и кремене алатке, људске лобање украшене мрежама од асфалта.

## Магија на локалитету
Дискутује се да су се на локалитету вршили магијски ритуали и да археологија то може доказати. Један од разлога због ког се ово сматра ритуалним местом је то што пећина може да прими мали број људи. Предмети као што су маске и украшене лобање пронађени у пећини могу указивати на могућност постојања магијског позоришта. 
У  друштвима ловаца-сакупљача, култура почива око покушаја да се манипулише и доминира окружење припадника заједнице. Заједнице имају ритуале да призову кишу и повећају плодност. Често се окрећу прецима да им помогну у овоме и маске предака би имале велику уллогу у овоме уз њихове лобање. Још један аспект магија је лечење. Заједнице ловаца-сакупљача се због недостатка медицине окрећу магији да излече болесне. Ове културе се често облаче током ритуала лечења. Све ово наводи на то да је локалитет можда био магијско и ритуално месо, али ово се не може доказати.